# Atari XEGS
Atari XE Video Game System (Atari XEGS) je igraća konzola zasnovana na računalu Atari 65XE koju je na tržište 1987. godine pustila tvrtka Atari. Bila je kompatibilna s postojećim Atarijevim 8-bitnim računalima, pa je mogla koristiti sve programe koji su do tada bili napisani za 8-bitne Atarijeve modele. Imala je dva načina rada: kao konzola i kao računalo. Na tržištu ovaj model nije bio financijski uspješan.

## Vanjske poveznice
|  | Zajednički poslužitelj ima još gradiva o temi Atari XEGS |